# The Squaw Man (1931)
The Squaw Man is een Amerikaanse western uit 1931 onder regie van Cecil B. DeMille. De film werd destijds uitgebracht onder de titel Bruisend bloed.

## Verhaal
De Engelse edelman Jim Wingate trekt naar het Wilde Westen. Hij wordt er al gauw verdacht van oplichting, maar in eigenlijk is zijn neef schuldig. Wingate redt intussen een indiaans meisje uit de klauwen van een schurk en trouwt met haar. Vervolgens hoort hij echter dat zijn neef is gestorven. Wingate had altijd al een oogje op diens vrouw.

## Rolverdeling
| Acteur               | Personage                |
| -------------------- | ------------------------ |
| Warner Baxter        | Jim Wingate              |
| Lupe Velez           | Naturich                 |
| Eleanor Boardman     | Diana Kerhill            |
| Charles Bickford     | Cash Hawkins             |
| Roland Young         | John Applegate           |
| Paul Cavanagh        | Graaf van Kerhill        |
| Raymond Hatton       | Shorty                   |
| Julia Faye           | Mevrouw Chichester Jones |
| DeWitt Jennings      | Bud Hardy                |
| J. Farrell MacDonald | Big Bill                 |
| Mitchell Lewis       | Tabywana                 |
| Dickie Moore         | Little Hal               |
| Victor Potel         | Andy                     |
| Frank Rice           | Grouchy                  |
| Eva Dennison         | Weduwe Kerhill           |